# Tanzánia a 2004. évi nyári olimpiai játékokon
Tanzánia a görögországi Athénban megrendezett 2004. évi nyári olimpiai játékok egyik részt vevő nemzete volt. Az országot az olimpián 1 sportágban 8 sportoló képviselte, akik érmet nem szereztek.

## Atlétika
Férfi
| Versenyző            | Versenyszám | Előfutam   | Előfutam   | Előfutam   | Elődöntő | Elődöntő | Elődöntő | Döntő         | Döntő         |
| Versenyző            | Versenyszám | Idő        | Hely.      | Össz.      | Idő      | Hely.    | Össz.    | Idő           | Helyezés      |
| -------------------- | ----------- | ---------- | ---------- | ---------- | -------- | -------- | -------- | ------------- | ------------- |
| Samwel Mwera         | 800 m       | 1:45,30    | 3.         | 4.         | kizárták | kizárták | kizárták | kiesett       | kiesett       |
| Samwel Mwera         | 1500 m      | nem indult | nem indult | nem indult | kiesett  | kiesett  | kiesett  | kiesett       | kiesett       |
| Fabiano Joseph Naasi | 5000 m      | 13:31,89   | 11.        | 23.        |          |          |          | kiesett       | kiesett       |
| Fabiano Joseph Naasi | 10 000 m    |            |            |            |          |          |          | 28:01,94      | 10.           |
| John Yuda            | 10 000 m    |            |            |            |          |          |          | nem ért célba | nem ért célba |
| Zebedayo Bayo        | Maraton     |            |            |            |          |          |          | nem ért célba | nem ért célba |
| Samson Ramadhani     | Maraton     |            |            |            |          |          |          | 2:20:38       | 40.           |
| John Nada Saya       | Maraton     |            |            |            |          |          |          | nem ért célba | nem ért célba |

Női
| Versenyző         | Versenyszám | Előfutam | Előfutam | Előfutam | Döntő         | Döntő         |
| Versenyző         | Versenyszám | Idő      | Hely.    | Össz.    | Idő           | Helyezés      |
| ----------------- | ----------- | -------- | -------- | -------- | ------------- | ------------- |
| Restituta Joseph  | 5000 m      | 15:45,11 | 14.      | 27.      | kiesett       | kiesett       |
| Banuelia Mrashani | Maraton     |          |          |          | nem ért célba | nem ért célba |